# 리치먼드 셰익스피어
리치먼드 캄프벨 셰익스피어 경(Sir Richmond Campbell Shakespear, 1812년 5월 11일 ~ 1861년 12월 16일)은 인도에서 태어난 영국 육군 장교이다. 그는 히바 칸국에서 러시아인들을 잡아다 노예로 삼고 판매하는 것을 금지시키는 데 영향을 준 인물이다. 또한, 이는 궁극적으로 막지는 못했지만 러시아의 히바 칸국 침공을 지연시키는 데에도 도움을 주었다.

## 초기 일생
리치먼드 셰익스피어는 아시아에서 영국군의 활동과 깊은 관계가 있는 가족에게서 태어났다. 17세기부터 자신의 조상이 섀드웰의 밧줄 업체 출신이었으며 셰익스피어는 아시아에서 영국의 민간 및 군사 업체에 참여했으며, 아이들은 여전히 영국에서 교육받았지만 가족들은 인도로 이사왔다.
리치먼드 셰익스피어는 존 탤벗 셰익스피어와 벵골 공무원 조직에서 일하던 아밀리아 새커리 사이의 막내아들이었다. 아밀리아는 소설가 윌리엄 메이크피스 새커리 2세의 할아버지인 윌리엄 메이크피스 새커리 1세의 장녀였다. 그는 1812년 5월 11일 인도에서 태어났으며, 카르투지오 학교에 다닌 이후 1827년 아디스콤베 군사 신학교에 입학했다. 그는 1828년 벵골 포병의 소위가 된 이후 1829년 영국령 인도 제국으로 되돌아왔다. 이후, 그는 1837년 벵골 직할령(Bengal Presidency)의 여러 기지에서 근무한 이후 고라크푸르에서 보조원이 되었다.

## 히바에 대한 개입
1839년, 그는 주직업인 포병 업무와 함께 헤라트의 영국 선교사 길잡이가 되었다. 그는 지휘관 참모 다르시 토드에게 영국이 러시아의 중앙아시아 침공에 대해 걱정하여 히바 칸국에서 러시아 포로의 석방을 주도하라는 명령을 받는다. 셰익스피어는 협상에 성공하고 오렌부르크로 416명의 러시아인 남자, 여자, 어린이를 데려왔다. 이 성공 때문에 그는 모스크바와 샹트페테르부르크로 가서 니콜라이 1세 차르를 만났다. 그가 런던으로 돌아갈 때, 1841년 8월 31일 그는 빅토리아 여왕에게 기사 작위를 받았다.

## 히바 이후
1842년, 셰익스피어는 잘랄라바드의 로버트 세일이 페샤와르에서 구조 작전을 하는 조지 폴록 군의 보조가 되었다. 1843년 그는 사가르 구의 부위원이 되고 명예 장교로 진급되었다. 그 해 말에 괄리오르로 이직한 이후 그 곳에서 1846년 대위로 승진했고 1848년까지 남아 있었다.
1848년부터 1849년까지 그는 제2차 영국-시크 전쟁에 참전했다. 이후 그는 펀자브 훈장을 받았다.

## 민간인
셰익스피어는 1849년 이후 전역하고 민간인이 되었다. 이후 10년 동안 영국령 인도 제국의 정치적, 군사적 역할을 끌어올렸고 중앙인도 총독령(Central India Agency)의 총독이 되었다. 이후 그는 1860년 바스 훈장을 받았다.
그는 1861년 12월 16일 기관지염으로 사망했다.

## 추가 자료
- Vibart, H.M. (1894). 《Addiscombe: its heroes and men of note》. Westminster: Archibald Constable. 441–44쪽.